# Paracyba soosi
Paracyba soosi är en insektsart som beskrevs av Irena Dworakowska 1977. Paracyba soosi ingår i släktet Paracyba och familjen dvärgstritar. Inga underarter finns listade i Catalogue of Life.